# Linkin Park Underground 11
Linkin Park Underground 11 (estilizado como LP Underground Eleven e abreviado como LPU 11) é o décimo terceiro CD lançado pela banda americana de rock Linkin Park para o seu fanclub oficial, o LP Underground. O EP foi lançado em novembro de 2011.
O álbum contém dez demos que vão desde as sessões de gravação de Hybrid Theory até as sessões de gravação de A Thousand Suns.

## Composição
Todas as demos do álbum fornecem uma visão de como a banda gravou cada álbum. Por exemplo, todas as faixas da era Meteora são puramente instrumentais, porque na época, a banda não criaria vocais para uma faixa até que ela estivesse consideravelmente terminada.
O álbum traz versões iniciais e demos de músicas previamente lançadas, como "In the End", "A Place For My Head", "What I've Done" e "Robot Boy", bem como "Blue", uma música que foi eventualmente reformulada em "Crawling". Todas essas faixas mostram o quanto uma música pode mudar durante o processo de gravação dos álbuns da banda.
O álbum também traz versões completas de duas demos instrumentais que já foram ouvidas pelos fãs: "Program" pode ser ouvida durante o Frat Party at the Pankake Festival e um clipe de "YO" foi lançado pela banda como um ringtone (toque) em 2010.

## Faixas
| Faixas do CD   |                                               |         |  |
| N.º            | Título                                        | Duração |  |
| 1.             | "YO" (Minutes to Midnight Demo)               | 2:44    |  |
| 2.             | "Slip" (1998 Unreleased Hybrid Theory Demo)   | 3:30    |  |
| 3.             | "Soundtrack" (Meteora Demo)                   | 3:16    |  |
| 4.             | "In the End" (Demo)                           | 3:53    |  |
| 5.             | "Program" (Meteora Demo)                      | 3:32    |  |
| 6.             | "Bang Three" ("What I've Done" Original Demo) | 3:30    |  |
| 7.             | "Robot Boy" (Test Mix, Optional Vocal Take)   | 4:32    |  |
| 8.             | "Broken Foot" (Meteora Demo)                  | 2:43    |  |
| 9.             | "Esaul" ("A Place For My Head" Demo)          | 3:09    |  |
| 10.            | "Blue" (1998 Unreleased Hybrid Theory Demo)   | 3:29    |  |
| Duração total: | Duração total:                                | 34:17   |  |